# Sahapur
Sahapur è una suddivisione dell'India, classificata come census town, di 7.533 abitanti, situata nel distretto di Howrah, nello stato federato del Bengala Occidentale. In base al numero di abitanti la città rientra nella classe V (da 5.000 a 9.999 persone).

## Geografia fisica
La città è situata a 22° 31' 28 N e 88° 10' 1 E e ha un'altitudine di 5 m s.l.m..

## Società

### Evoluzione demografica
Al censimento del 2001 la popolazione di Sahapur assommava a 7.533 persone, delle quali 3.876 maschi e 3.657 femmine. I bambini di età inferiore o uguale ai sei anni assommavano a 1.061, dei quali 538 maschi e 523 femmine. Infine, coloro che erano in grado di saper almeno leggere e scrivere erano 4.960, dei quali 2.778 maschi e 2.182 femmine.